# Efraim av Arizona
Efraim av Arizona, född som Ioanis Moraitis den 24 juni 1928 i Grekland, död den 7 december 2019 i USA, var en grekisk munk och är ett helgon i den Östortodoxa kyrkan.

## Biografi
Efraim av Arizona föddes i den grekiska orten Volos.
I samband med hans uppväxt växte också hans intresse av att leva i kloster. Han började uppmana sin präst att få åka till berget Athos, men prästen ville att Ioannis skulle vara kvar och hoppades på att han skulle kunna starta ett eget kloster. Efter att några år hade gått insåg Ioannis att prästen inte kunde göra det, vilket ledde till att han skulle åka till Athos ändå.
År 1947 begav sig Moraitis på en båt till Athos, och det var där hans liv som munk började. Först började Moraitis sitt liv tillsammans med Josef hesykasten, som också är helgonförklarad. Deras liv var mycket strängt, då de bland annat åt endast en gång om dagen, övade noetisk bön i timmar i sträck och pratade med varandra bara när det var nödvändigt. År 1973 blev han abbot.
År 1979 reste Efraim till Kanada av medicinska skäl. Under besöket blev han inbjuden till att bland annat undervisa Ortodoxa kristna. På grund av detta var det många som ville att han skulle stanna kvar. Han insåg även att det var en kallelse att han skulle stanna kvar i Kanada och även besöka församlingar i USA.
Senare inledde Ephraim arbete med att skapa klosterkommuniteter i Nordamerika, vilket han också fortsatte med efter sin flytt till Arizona 1995.
Efraim avled den 7 december 2019 i Helige Antonius kloster i Florence, Arizona (se bild nedan) vid 91 års ålder.

## Bilder

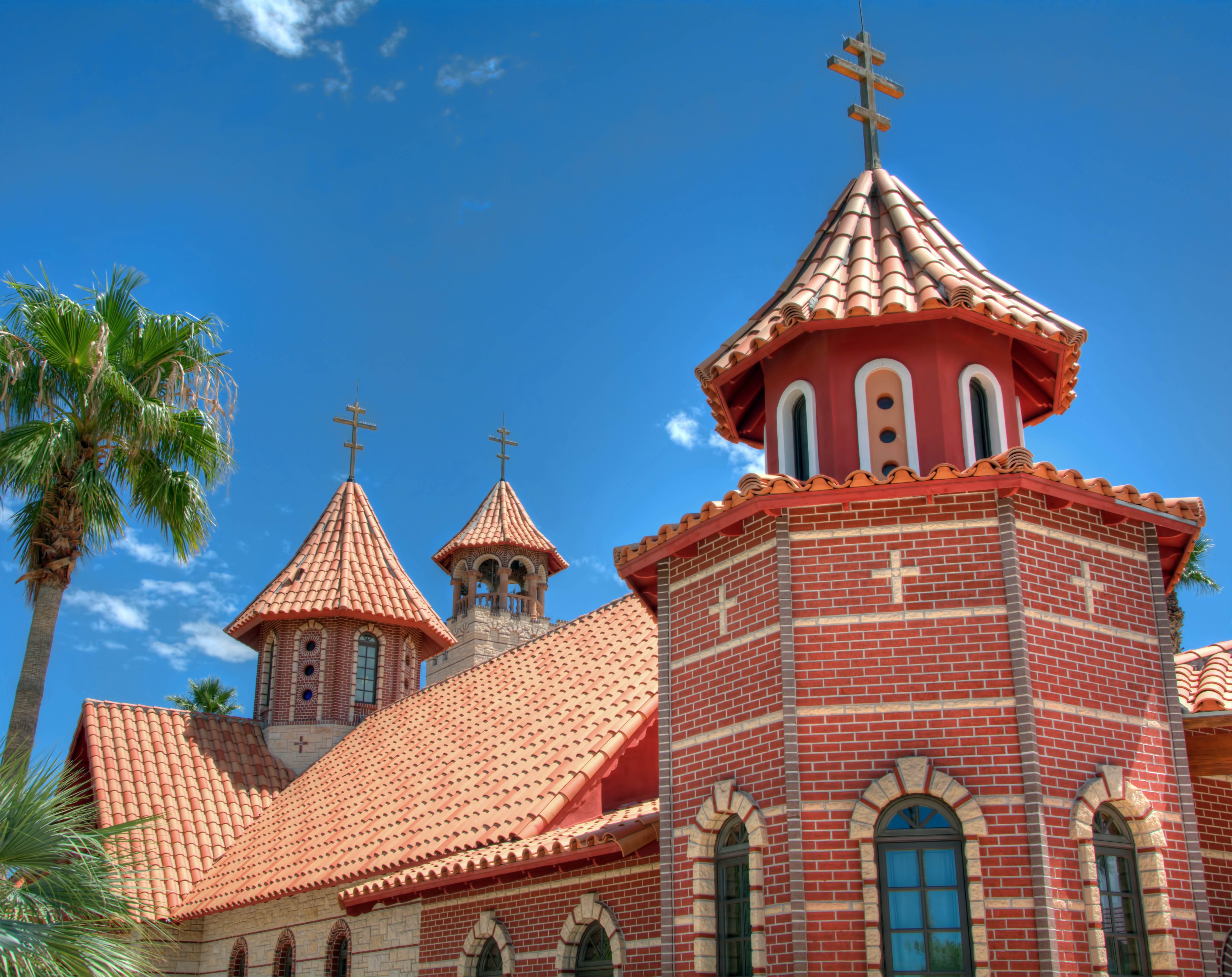
Helige Antonius kloster i Florence, Arizona, är ett av klostrerna som Efraim grundade.